# Megachile mellitarsis
Megachile mellitarsis är en biart som beskrevs av Cresson 1878. Megachile mellitarsis ingår i släktet tapetserarbin, och familjen buksamlarbin. Inga underarter finns listade i Catalogue of Life.